# Tàngara turquesa
La tàngara turquesa (Tangara mexicana) és un ocell de la família dels tràupids (Thraupidae).

## Hàbitat i distribució
Habita el bosc obert, selva pluvial, clars, vegetació secundària, i parcs de les terres baixes des de l'est de Colòmbia, sud i est de Veneçuela, Trinitat i Guaiana, cap al sud, a través de l'est de l'Equador i est del Perú fins al nord i l'est de Bolívia i Brasil amazònic. També a les terres baixes costaneres del sud-est del Brasil.

## Taxonomia
Alguns autors consideren la població del sud-est del Brasil una espècie diferent:
- Tangara brasiliensis (Linnaeus, 1766) - tàngara ventreblanca[3]